# 아니타 길레트

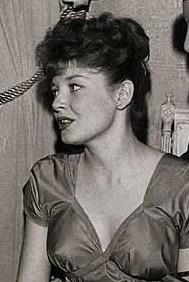
1960년 모습

어니타 질렛(Anita Gillette, 1936년 8월 16일 ~ )은 미국의 배우이다.
볼티모어에서 태어났다.

## 출연 작품

### 영화
- 문스트럭 (1987) - 모나 역
- Undertow (1991)
- 밥 로버츠 (1992)
- 보이즈 온 더 사이드 (1995)
- 라저 댄 라이프 (1996, Larger than Life)
- 그녀를 위하여 (1996)
- A Christmas Memory (1997)
- Charlie Hoboken (1998)
- 구루 (2002)
- 쉘 위 댄스 (2004) - 미치 양 역
- 더 그레이트 뉴 원더풀 (2005, The Great New Wonderful)
- The Last Adam (2006)
- 더 피츠제럴드 패밀리 크리스마스 (2012, The Fitzgerald Family Christmas) - 로지 역

### 텔레비전
- The David Frost Show (1970) - 본인
- 형사 Q (1979-83)
- 워 앳 홈 (2005-07)
- CSI: 과학수사대 (2005-10)
- 30 ROCK (2007, 2010) - 마거릿 레먼 역